# Equitazione ai Giochi della XV Olimpiade - Salto ostacoli a squadre
La competizione del salto ostacoli a squadre di equitazione dai Giochi della XV Olimpiade si è svolta il giorno 3 agosto 1952 allo Stadio olimpico di Helsinki.

## Classifica finale
La classifica finale era determinata sommando i tempi dei tre cavalieri di ogni nazione della prova individuale.
| Pos.    | Nazione          | Binomio                   | Binomio        | Risultato individuale | Risultato Totale |
| Pos.    | Nazione          | Cavaliere                 | Cavallo        | Risultato individuale | Risultato Totale |
| ------- | ---------------- | ------------------------- | -------------- | --------------------- | ---------------- |
| Oro     | Gran Bretagna    | Wilf White                | Nizefela       | 8                     | 40,75            |
| Oro     | Gran Bretagna    | Douglas Stewart           | Aherlow        | 16                    | 40,75            |
| Oro     | Gran Bretagna    | Harry Llewellyn           | Foxhunter      | 16,75                 | 40,75            |
| Argento | Cile             | Óscar Cristi              | Bambi          | 8                     | 45,75            |
| Argento | Cile             | César Mendoza             | Pollan         | 12                    | 45,75            |
| Argento | Cile             | Ricardo Echeverría        | Lindo Peal     | 25,75                 | 45,75            |
| Bronzo  | Stati Uniti      | William Steinkraus        | Hollandia      | 13,25                 | 52,25            |
| Bronzo  | Stati Uniti      | Arthur McCashin           | Miss Budweiser | 16                    | 52,25            |
| Bronzo  | Stati Uniti      | John Russell              | Democrat       | 23                    | 52,25            |
| 4       | Brasile          | Eloy de Menezes           | Biguá          | 8                     | 56,5             |
| 4       | Brasile          | Renyldo Ferreira          | Bibelot        | 20,5                  | 56,5             |
| 4       | Brasile          | Alvaro de Toledo          | Eldorado       | 28                    | 56,5             |
| 5       | Francia          | Pierre Jonquères d'Oriola | Ali Baba       | 8                     | 59               |
| 5       | Francia          | Bertrand Pernot du Breuil | Tourbillon     | 20                    | 59               |
| 5       | Francia          | Jean De Thonel d'Orgeix   | Arlequin D     | 31                    | 59               |
| 6       | Germania         | Fritz Thiedemann          | Meteor         | 8                     | 60               |
| 6       | Germania         | Georg Höltig              | Fink           | 20                    | 60               |
| 6       | Germania         | Hans-Hermann Evers        | Baden          | 32                    | 60               |
| 7       | Argentina        | Argentino Molinuevo Sr.   | Discutido      | 12                    | 60,75            |
| 7       | Argentina        | Sergio Dellachá           | Santa Fe       | 12                    | 60,75            |
| 7       | Argentina        | Julio César Sagasta       | Don Juan       | 36,75                 | 60,75            |
| 8       | Portogallo       | Henrique Callado          | Caramulo       | 20                    | 64               |
| 8       | Portogallo       | João Lopes                | Raso           | 20                    | 64               |
| 8       | Portogallo       | José Carvalhosa           | Mondina        | 24                    | 64               |
| 9       | Messico          | Humberto Mariles          | Petrolero      | 8,75                  | 64,75            |
| 9       | Messico          | Víctor Saucedo            | Resorte II     | 24                    | 64,75            |
| 9       | Messico          | Roberto Viñals            | Alteño         | 32                    | 64,75            |
| 10      | Spagna           | Jaime García              | Quorom         | 20                    | 67,25            |
| 10      | Spagna           | Manuel Ordovas            | Bohemio        | 20                    | 67,25            |
| 10      | Spagna           | Marcelino Gavilán         | Quoniam        | 27,25                 | 67,25            |
| 11      | Svezia           | Gunnar Palm               | Lurifax        | 20                    | 80               |
| 11      | Svezia           | Börje Jeppson             | Spitfire       | 28                    | 80               |
| 11      | Svezia           | Carl-Jan Hamilton         | Halali         | 32                    | 80               |
| 12      | Egitto           | Mohamed Khairy            | Irish Allah    | 16                    | 80,25            |
| 12      | Egitto           | Gamal Haress              | Sakr           | 24                    | 80,25            |
| 12      | Egitto           | Mohamed Selim Zaki        | Sali al Nabi   | 40,25                 | 80,25            |
| 13      | Romania          | Gheorghe Antohi           | Haimana        | 38,25                 | 180,25           |
| 13      | Romania          | Ion Jipa                  | Troika         | 39                    | 180,25           |
| 13      | Romania          | Ion Constantin            | Vagabond       | 103                   | 180,25           |
| 14      | Unione Sovietica | Mikhail Vlasov            | Rota           | 56                    | 201,75           |
| 14      | Unione Sovietica | Nikolay Shelenkov         | Atiger         | 62,5                  | 201,75           |
| 14      | Unione Sovietica | Gavriil Budyonny          | Yeger          | 83,25                 | 201,75           |
| -       | Finlandia        | Mauno Roiha               | Roa            | Rit.                  | -                |
| -       | Finlandia        | Henrik Lavonius           | Lassi          | Rit.                  | -                |
| -       | Finlandia        | Viktor Jansson            | Jessa          | Rit.                  | -                |